# La Redonda
La Redonda település Spanyolországban, Salamanca tartományban. La Redonda San Felices de los Gallegos, Ahigal de los Aceiteros, Sobradillo, Hinojosa de Duero és Lumbrales községekkel határos. Lakosainak száma 65 fő (2024).

## Népesség
A település népessége az elmúlt években az alábbi módon változott:
| Lakosok száma | 110  | 100  | 101  | 94   | 88   | 102  | 86   | 75   | 65   | 65   |
|               | 2001 | 2004 | 2007 | 2009 | 2012 | 2014 | 2017 | 2019 | 2022 | 2024 |